# 中国コンプレックス
中国コンプレックス（ちゅうごくコンプレックス）とは、前近代の時期に、日本や朝鮮などの国が中国の歴史・文物などに対して抱き続けてきた劣等感のこと。

## 日本における中国コンプレックス
荻生徂徠は、漢文を訓読ではなく、唐音（当時の中国語の発音）で読むことを主張した。そうした徂徠派のあり方は、当時から有名で、〈梅が香や隣は荻生惣右衛門〉と、句に詠まれもした。

## 朝鮮における中国コンプレックス
李朝時代の地理書の『択里志』には、朝鮮半島の形は、中国に向かって礼をしている人物の形に似ているという記述がある。